# Șopârla de câmp
Șopârla de câmp (Lacerta agilis) este o specie de șopârle din genul Lacerta, familia Lacertidae, ordinul Squamata, descrisă de Linnaeus 1758. A fost clasificată de IUCN ca specie cu risc scăzut.

## Subspecii
Această specie cuprinde următoarele subspecii:
- L. a. agilis
- L. a. argus
- L. a. boemica
- L. a. bosnica
- L. a. brevicaudata
- L. a. chersonensis
- L. a. exigua
- L. a. grusinica
- L. a. ioriensis

## Galerie

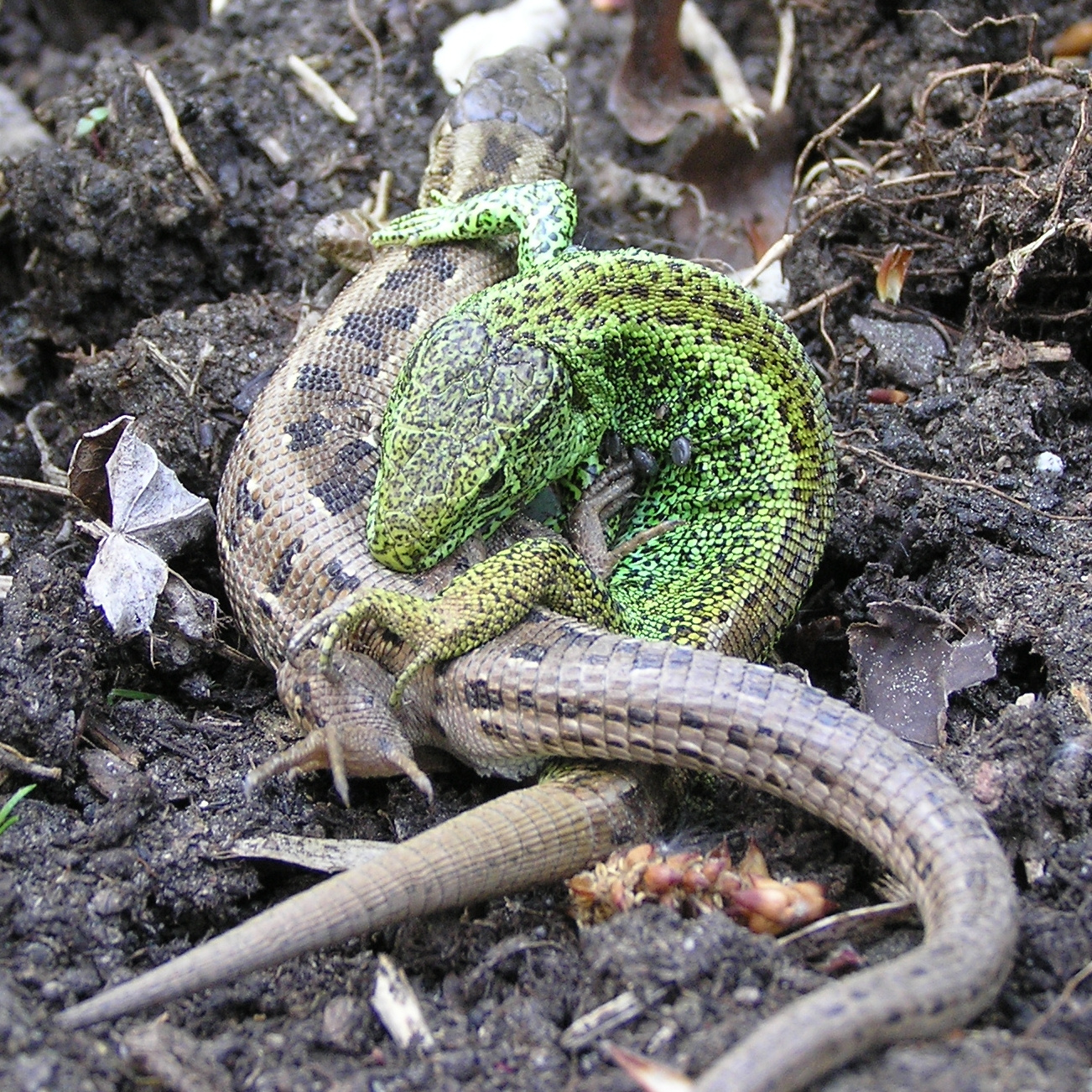
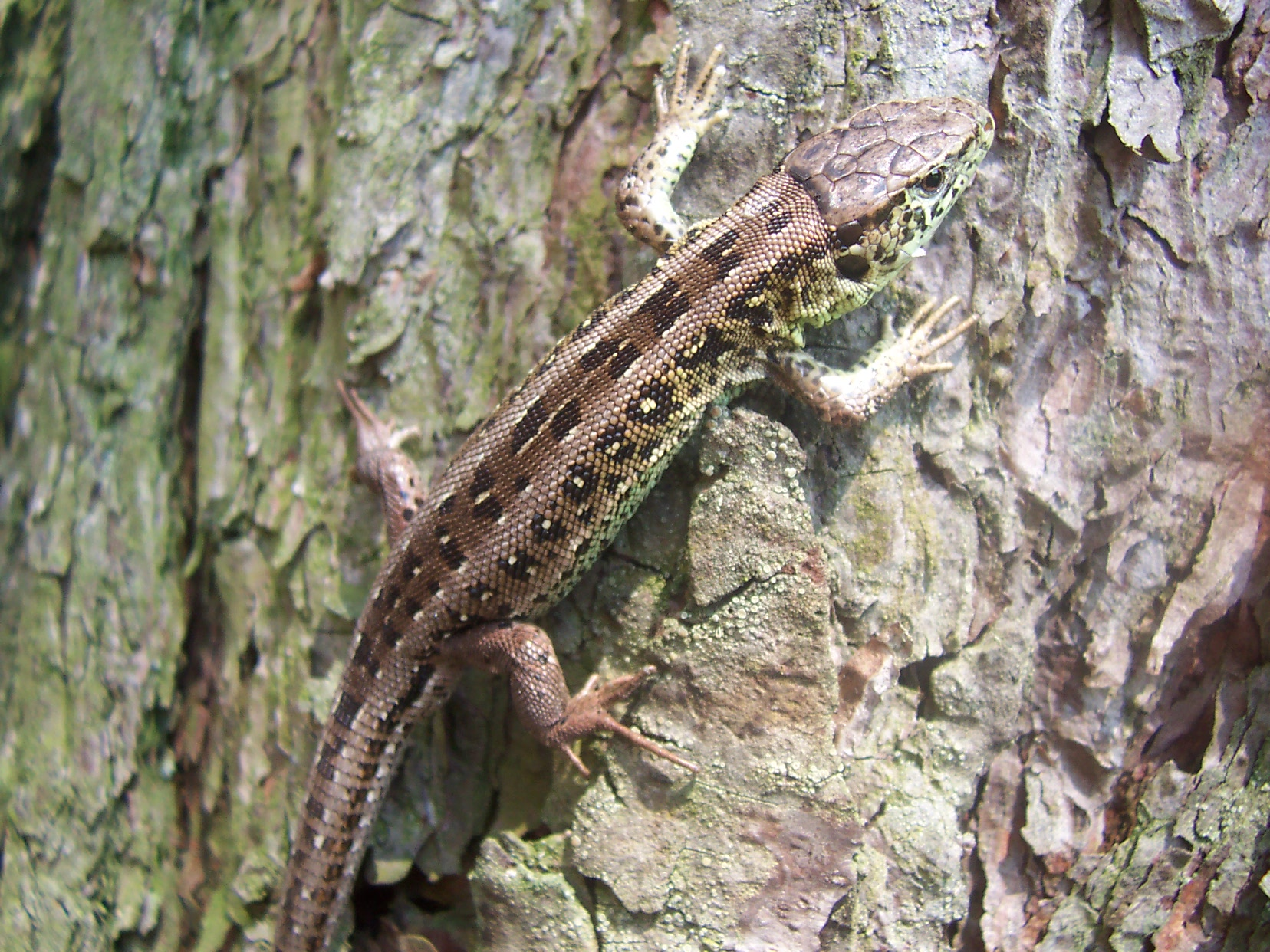
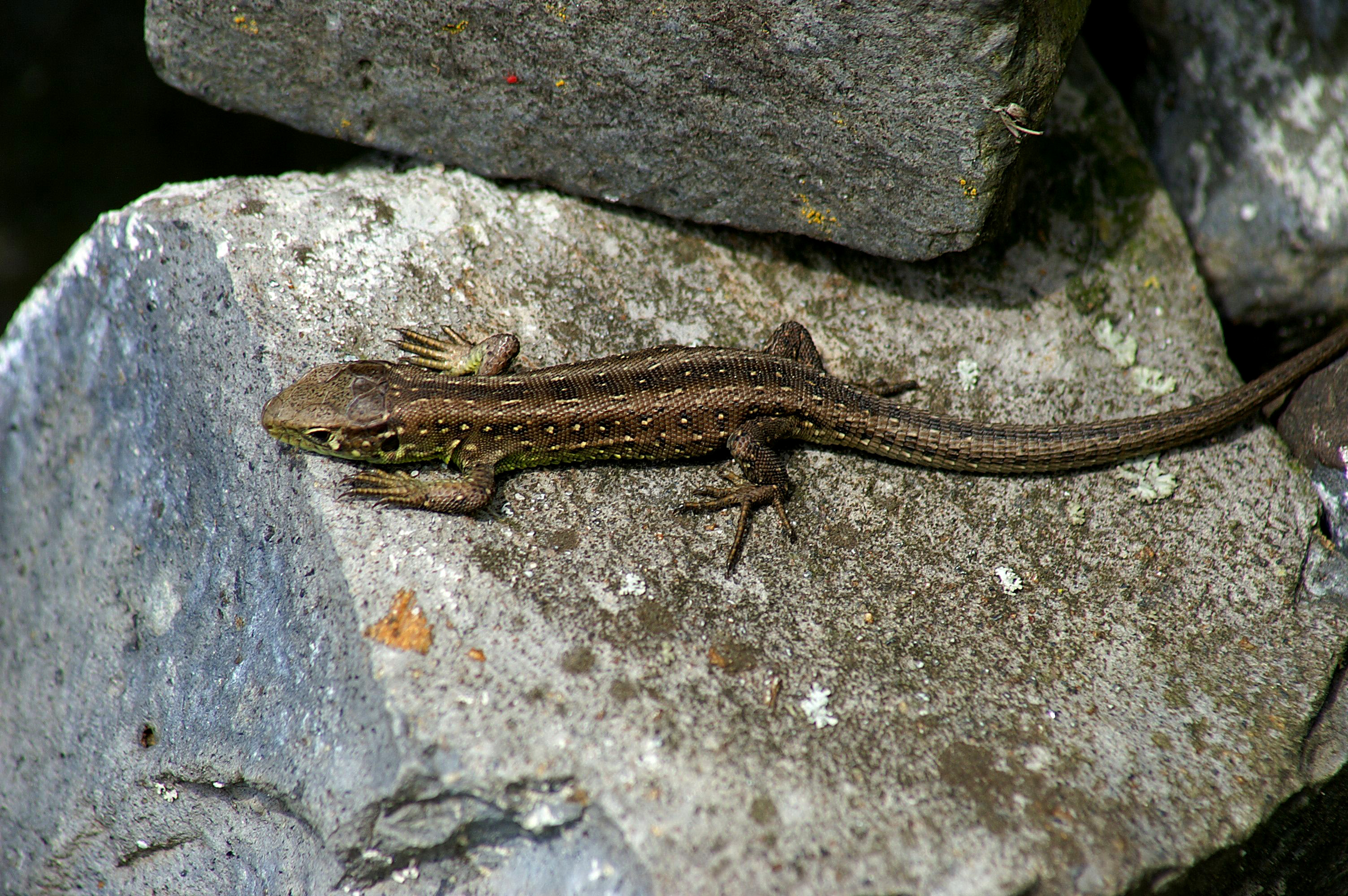
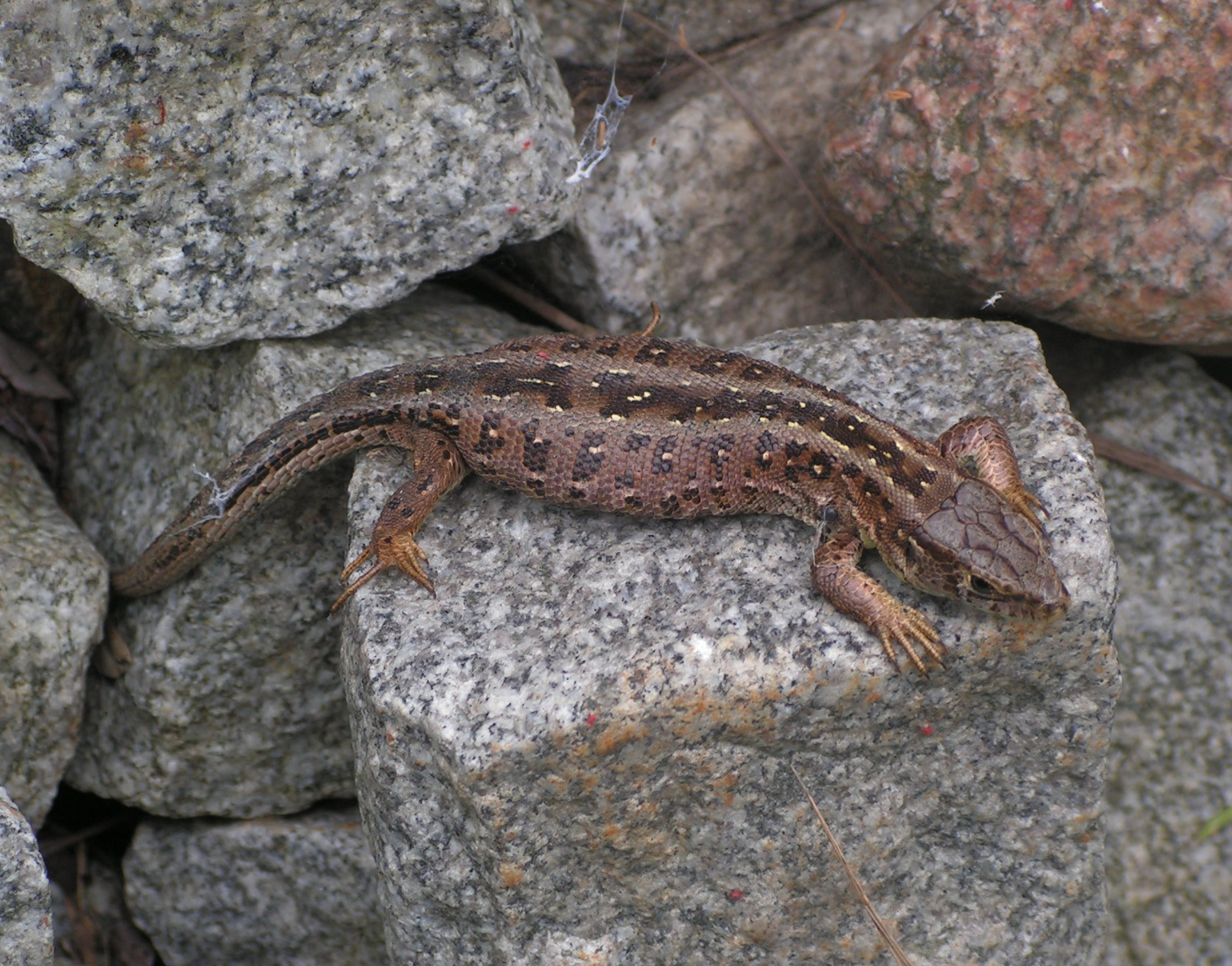
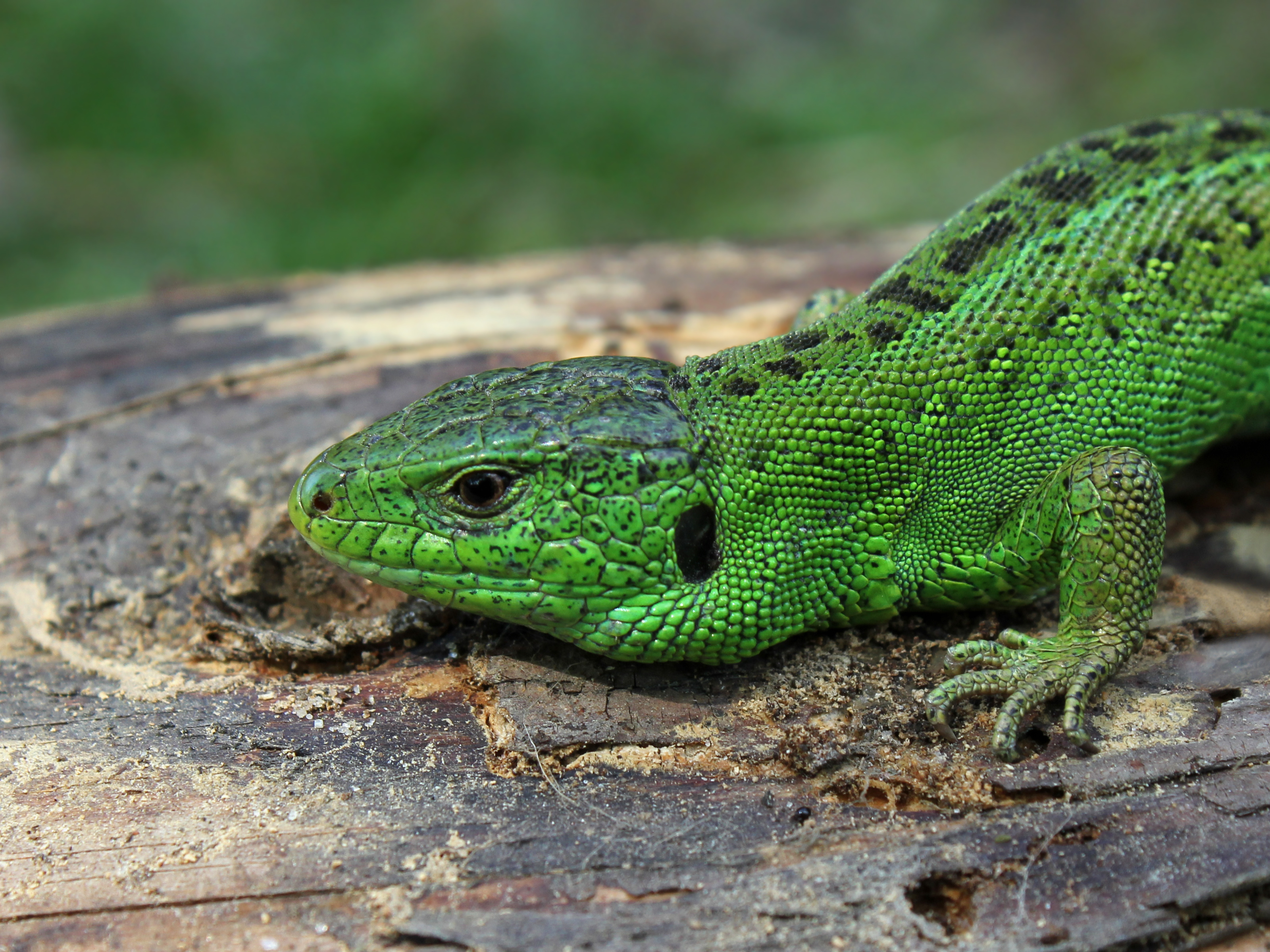
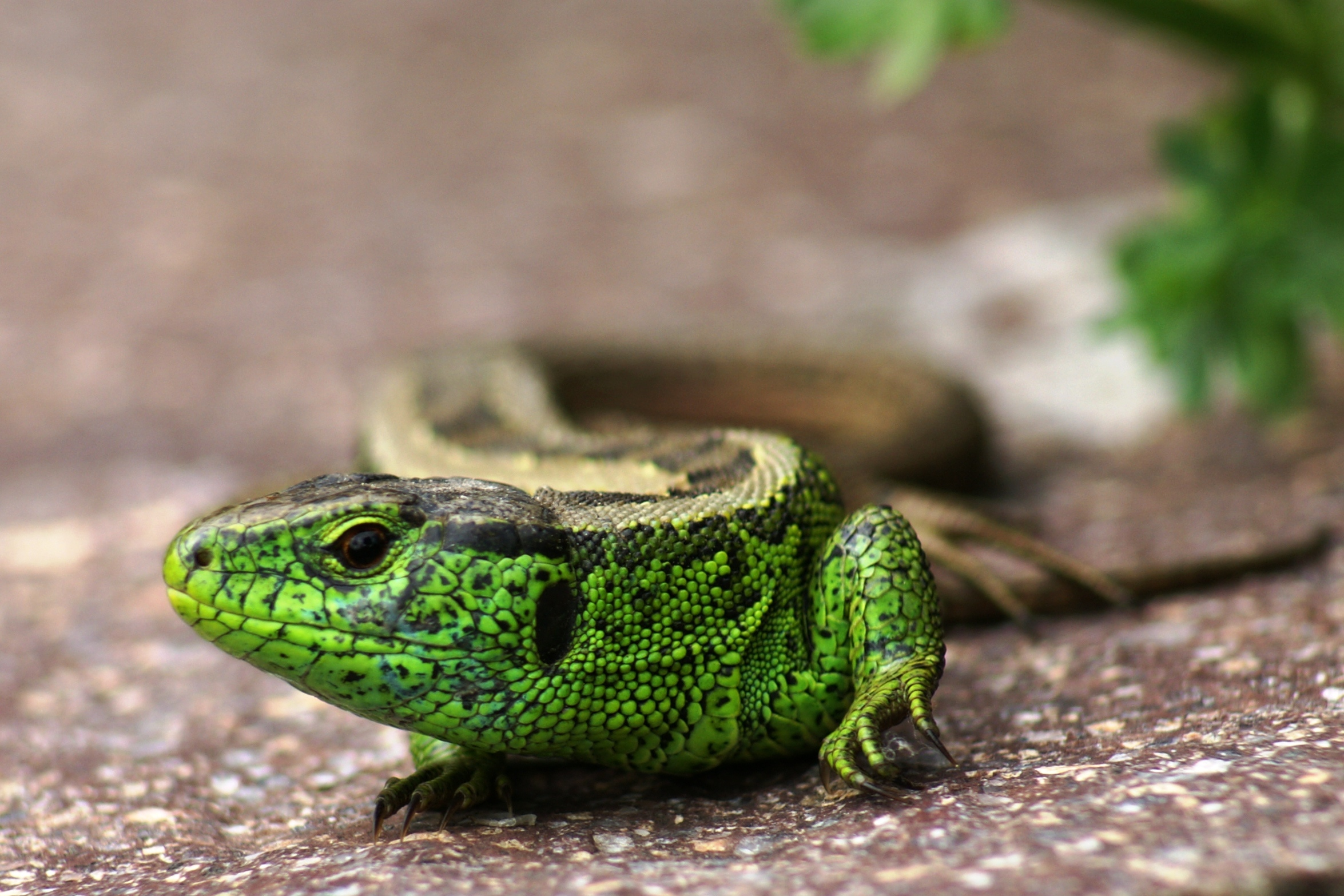